# The Hives
The Hives er et svensk rockband dannet i byen Fagersta i 1993. Bandet består af forsangeren Howlin' Pelle Almqvist, guitaristerne Nicholaus Arson og Vigilante Carlstroem (Mikael Karlsson Åström), bassist Dr. Matt Destruction (Mattias Bernvall) og trommeslager Chris Dangerous (Christian Grahn).

## Diskografi

### EP'er
- Sounds Like Sushi EP/demo (1994)
- Oh Lord! When? How? (1996)

### Studiealbums
- Barely Legal (1997)
- Veni Vidi Vicious (2000)
- Tyrannosaurus Hives (2004)
- The Black and White Album (2007)
- Lex Hives (2012)